# Гордон Таллок
Гордон Таллок (англ. Gordon Tullock, 13 лютого 1922, Рокфорд, Сполучені Штати Америки — 3 листопада 2014, м. Де-Мойн, США) — професор права та економіки в Університеті Джорджа Мейсона (Арлінгтон, штат Вірджинія). Хоч і не здобув офіційний ступінь доктора наук, він є одним з провідних економістів ХХ століття і одним із засновників школи нової політичної економії, разом з Джеймсом Б'юкененом. Президент Спілки «суспільного вибору» (1965). Опублікував понад 150 статей та 23 книги. Найбільш відомий своїми роботами з теорії суспільного вибору, застосуванням економічного мислення до політичних питань. Він був одним з основоположників своєї галузі.

## Біографія
Гордон Таллок вивчав право в Чиказькому університеті до 1947 року. Потім працював юристом у Державному департаменті. Під час Другої світової війни служив в армії, а після демобілізації, 1947-го здобув докторський ступінь у галузі права. Деякий час Таллок займався приватною практикою, але восени того ж року вступив на дипломатичну службу. Завершивши навчання, він вирушив в Тяньцзінь, Китай (Tianjin, China), потім пройшов курс китайської мови в (Єльському і Корнелльському університетах), після чого обіймав низку посад у Гонконзі (Hong Kong) і Кореї (Korea). Пішов у відставку з дипломатичної служби 1956 року. Хоча спочатку Таллок збирався продовжити свою кар'єру на Далекому Сході як трейдер, врешті-решт його робота «Політика бюрократії» (англ. The Politics of Bureaucracy) привела до співпраці з Джеймсом М. Б'юкененом в Університеті Вірджинії, а сам Таллок працював в Університеті Південної Кароліни, де викладав правові та економічні дисципліни.
Пізніше Таллок приєднався до Б'юкенена як до колеги в Університеті Вірджинії. Їхня дослідницька програма тривала чотири роки, вони заснували 1966 року журнал для висвітлення нового економічного спрямування, який спочатку називався «Papers in Non-Market Economics», потім «Public Choice». У журналі друкувалися статті щодо застосування економічної теорії до різних неринкових феноменів, особливо ті, що стосувалися уряду і політики. Попри успіх книги і журналу, розбіжності з адміністрацією Університету Вірджинії змусили Таллока піти.
1968-го Таллок перейшов до Політехнічного інституту Вірджинії, а роком пізніше до нього приєднався і Джеймс Б'юкенен. Там вони продовжили діяльність Товариства «суспільного вибору» (англ. Public Choice Society) і роботу над журналом, редактором якого Таллок залишався аж до 1990 року. У Політехнічному інституті Таллок написав низку важливих статей і книг, що вплинули на розвиток теорії суспільного вибору, зокрема «Приватні бажання, суспільні засоби» (англ. Private Wants, Public Means, 1970), «Логіка закону» (англ. The Logic of the Law, 1971), «Соціальна дилема» (англ. The Social Dilemma, 1974) і «Мотив голосування» (англ. The Vote Motive, 1976).
Таллок перевів свій Центр вивчення суспільного вибору (англ. Center for Study of Public Choice) 1983 року до Університету Джорджа Мейсона в Ферфаксі, штат Вірджинія. Він викладав там з 1983 до 1987 року і в Аризонському університеті — з 1987 до 1999 р.р..
Він продовжував активно публікуватися (понад 150 статей і 23 книги загалом), зокрема вийшли «Autocracy» (1987), «Rent Seeking» (1993), «The Economics of Non-Human Societies» (1994) і «On Voting: A Public Choice Approach» (1998). 1999 року він повернувся до Університету Джорджа Мейсона як професор права і економіки і вийшов у відставку 2008-го.
1962 року він опублікував разом з Джеймсом М. Б'юкененом «Розрахунок згоди: Логічні основи конституційної демократії (Аналіз згоди: Логічні основи конституційної демократії)», основоположну працю «Теорія суспільного вибору». У статті, опублікованій 1967 р., він висвітлив явище контрибуції.

## «Шукаю оренду»
Таллок розробив теорію, яку називають «шукаю оренду». Шукаю оренду, відповідно до теорії суспільного вибору, — це отримання прибутку через політичний процес, а не ринковий процес обміну. Прикладом пошуку ренти є те, коли фірма, профспілка або група з особливими інтересами лобіює політичних суб'єктів (наприклад, політиків чи бюрократів) для вигідного впливу на законодавство. Це може призвести до моральної небезпеки, коли політики ухвалюють політичні рішення на основі лобі замість ефективності політики.
В економіці монополія характеризується двома елементами: бар'єрами для входу на ринок (фактично, юридичними чи природними бар'єрами) та відсутністю хороших замінників товару, що торгується.

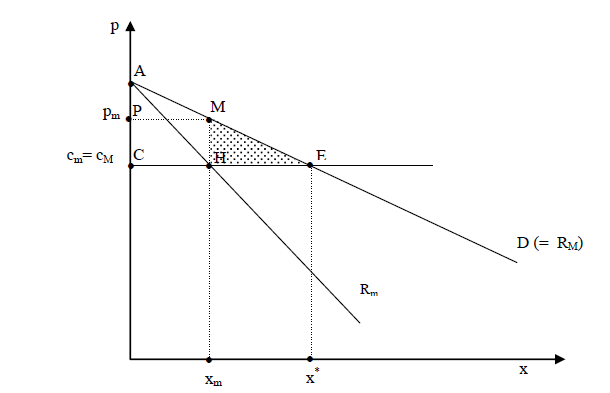

На ринку чистої та досконалої конкуренції компанія, що приймає ціну, стягує планку в точці Е, ситуація, коли гранична вартість дорівнює ціні. У монополістичній ситуації компанія є виробником цін і витрат у точці Н, де граничні витрати дорівнюють граничному доходу. Отже, сухі соціальні втрати, пов'язані з існуванням монополії, є поверхнею MHE на малюнку навпроти. Трикутник, що представляє суху соціальну втрату монополіста, називають трикутником Харбергера. Прибуток, отриманий монополістом, менший, ніж втрати споживачів.
У монопольній ситуації не існує жодної втрати, пов'язаної з неправильним розподілом ресурсів. Монополія створює й інші проблеми, зокрема проблеми рентної плати. Компанія в цій ситуації використовуватиме частину своїх ресурсів, щоб спробувати отримати законний чи регулятивний захист від конкуренції (приклад: лобістські дії проти депутатів). Таким чином, крім мертвих втрат, продемонстрованих трикутником Харбергера, монополія генерує другу мертву втрату. Оренда споживає ресурси, які можна було б продуктивніше використовувати в інших місцях.
Кінцева втрата сухих, таким чином, відповідає фігурі, протилежній сумі трикутника MHE і прямокутника PMCH. Поверхня PCME являє собою трапецію Таллока.

## Шип Таллока
Шип Таллока — уявний експеримент, у якому Таллок припустив, що якби уряд був дійсно стурбований безпекою водіння автомобілів, він ухвалив би закон про обов'язкове встановлення загостреного шипа в центрі рульового колеса кожного автомобіля, таким чином, щоб будь-яка ДТП закінчувалася фатально для водія. Ідея полягає в тому, що ризик загибелі змусить водія вжити всіх заходів безпеки для уникнення ДТП.

## Нагороди та визнання
1994 року Таллок був нагороджений почесним докторським ступенем від Чиказького Університету, а 1998 року став почесним членом Американської економічної асоціації (American Economic Association). Він обіймав посаду президента Південної економічної асоціації (Southern Economic Association), Західної економічної асоціації (Western Economic Association) і очолював Товариство громадського вибору. 1996 року він був обраний в Зал слави видання «American Political Science Review». Крім того, деякий час Таллока вважали ймовірним кандидатом на Нобелівську премію (Nobel Memorial Prize) в галузі економічних наук. Лауреат премії Адама Сміта (1993).

## Критика
Його книгу «Політика бюрократії» критикували за те, що вона не мала значного обсягу літератури. Деякі автори розкритикували його «Традицію суспільного вибору» за надто спрощене пояснення політичної поведінки.

## Публікації
- The Calculus of Consent: Logical foundations for constitutional democracy, with J.M. Buchanan, 1962.
- The Politics of Bureaucracy, 1965.
- «Social Cost and Governmental Action», 1969, AER
- «The Paradox of Revolution», 1971, Public Choice
- «The Edge of the Jungle», 1972, in Tullock, editor, Explorations in the Theory of Anarchy
- «A New and Superior Process of Making Social Choices», with T.N. Tideman, 1976, JPE